# Muriel Paget

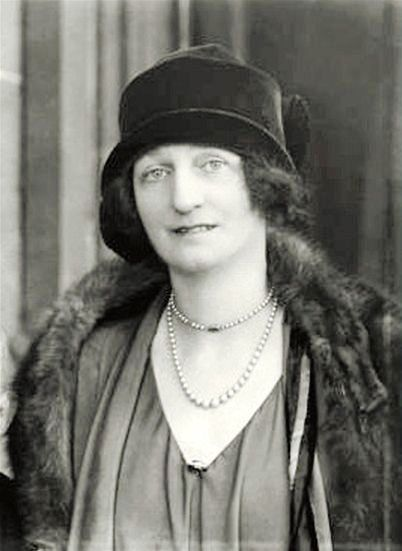
Muriel Paget

Muriel Evelyn Vernon Paget, CBE, DSTJ (* 19. August 1876 in London, England; † 16. Juni 1938 ebenda) war eine britische Philanthropin, die zunächst in London und später in Ost- und Mitteleuropa lebte. Sie gründete und verwaltete Krankenhaus- und Kinderfürsorgeorganisationen in der Tschechoslowakei, Lettland, Estland, Litauen und Rumänien.

## Leben und Werk
Paget wurde als Muriel Finch-Hatton, einzige Tochter von Edith Harcourt und Murray Finch-Hatton, 12. Earl of Winchilsea, geboren. Ihr Bruder George, Viscount Maidstone, starb 1892 im Alter von neun Jahren. Paget wurde zu Hause erzogen und heiratete 1897 Richard Arthur Surtees Paget, der später der zweite Baronet Paget of Cranmore wurde. Sie bekam mit ihm fünf Kinder (darunter eine am 10. Juli 1901 geborene Tochter), von denen das erste im Säuglingsalter starb.
Im Jahre 1906 fand in London ein Prozess gegen eine Betrügerin statt, die Luxuswaren unter falschen Namen – darunter Lady Muriel Paget – erschwindelt hatte. Die echte Muriel Paget trat als Zeugin auf und erklärte, die Angeklagte nicht zu kennen, und dass sie auch nicht der Familie Paget angehöre.
1905 wurde sie auf Vorschlag ihrer Tante Lady Templetown Ehrensekretärin der Wohltätigkeitsorganisation Southwark Invalid Kitchen, die Suppenküchen in Southwark organisierte. Ziel dieser Stiftung war es, werdenden und stillenden Müttern, kranken Kindern und Bedürftigen nahrhafte Mahlzeiten zu einem geringen Preis zur Verfügung zu stellen. Paget gründete dann die Invalid Kitchens of London, deren ehrenamtliche Sekretärin sie bis zu ihrem Tode blieb. 1913 gab es Suppenküchen für Mütter, Kinder und alte Leute in Stepney, Victoria Docks und St. Pancras sowie in Southwark, für die Paget vor allem durch Wohltätigkeitsbälle der High Society große Summen aufgebracht hatte.
Obwohl sie im August 1914 mit ihrem fünften Kind schwanger war, erweiterte Paget ihre Invalidenküchen, um den belgischen Flüchtlingen zu helfen, die nach der deutschen Invasion nach London evakuiert wurden.

## Kriegsarbeit im Zusammenhang mit der Ostfront
1915 reiste Paget nach Sankt Petersburg, wo sie und ihre Freundin Lady Sybil Gray das Anglo-Russian Hospital zur Behandlung von verwundeten Soldaten gründeten. Die letzte Kaiserin von Russland, Alix von Hessen-Darmstadt, war an der Finanzierung dieses Projekts beteiligt und weitere großzügige Spenden kamen aus Großbritannien. 1916 verließ Paget ihre Familie, um ein Leben der fast ununterbrochenen humanitären Intervention im Ausland zu beginnen, und kehrte nur zu Weihnachten, Ostern und Geburtstagen nach Hause zurück. 1916 organisierte sie im damals noch von russischen Truppen gehaltenen östlichen Zipfel Galiziens für Tausende von nicht versorgten russischen Opfern Feldlazarette, darunter 100 von Briten finanzierte Krankenwagen.
Um Gelder für die englisch-russischen Krankenhäuser zu sammeln, organisierte sie 1917 eine große russische Ausstellung zum Thema Russland in Frieden und Krieg in den Grafton Galleries in London. Kurz nach der Ausstellung kehrte sie nach Russland zurück. Im Februar 1918 kehrte jedoch der Großteil des britischen Personals des Anglo-Russian Hospital in Sankt Petersburg nach dem bolschewistischen Staatsstreich nach Großbritannien zurück und hinterließ eine russische Rote-Kreuz-Kommission mit Nachschub für weitere sechs Monate. Paget blieb in der Ukraine, musste aber kurz darauf zusammen mit drei ihrer Krankenschwestern und einem Arzt, einer Reihe britischer Zivilisten und dem britischen Diplomaten John Picton Bagge aus Russland evakuiert werden und reiste zurück nach Großbritannien über Moskau, Wladiwostok, Tokio, Toronto und die Vereinigten Staaten. Ein Bericht über das, was sie in den Wochen nach der Revolution gesehen und erlebt hatte, wurde in der The New York Times veröffentlicht. Sie kam am 9. Juli in London an und wurde eine Woche später vom König und der Königin empfangen. Die Arbeit der Invalid Kitchens of London wurde nach dem Krieg fortgesetzt.

## Einsatz in der Tschechoslowakei
Die Hilfsmission des Britischen Roten Kreuzes unter der Leitung von Paget kam 1919 auf Wunsch von Alice Masaryk, der Vorsitzenden des Tschechoslowakischen Roten Kreuzes, nach dem Ersten Weltkrieg in die Slowakei. Paget verließ London am 19. Februar in Richtung Prag mit medizinischen Hilfsgütern. Bis zum 12. März 1919 wurde in London nach dem War Charities Act von 1916 ein neuer englisch-tschechischer Hilfsfonds eingerichtet, der in Prag die Verteilung der gesandten Güter überwachte. Um die Verhältnisse in der Tschechoslowakei zu ermitteln, fuhr Paget in einem Zeitraum von sechs Wochen über 3.000 Meilen mit dem Auto, um die Umstände selbst zu begutachten und zu untersuchen.
Im Mai 1919 half die Mission beim Bau von Verpflegungsstationen der Ersten Hilfe für die Soldaten der tschechoslowakischen Armee während des Kriegskonflikts mit der ungarischen Roten Armee. Paget baute in Turzovka ein Seuchenkrankenhaus und wurde in Kysuce bei der Bekämpfung einer Fleckfieberepidemie tätig. Sie richtete 100 Verpflegungs- und Verteilungsstationen für Kinder ein, in denen in fast zwei Jahren täglich 24.000 Kinder ihre Mahlzeiten bekamen, und baute 16 Stationen zur sozialen und medizinischen Betreuung von Kindern und Müttern, in denen über 22.000 Kinder behandelt wurden. Es entstand das Kinderkrankenhaus in Modra und ein Erholungsheim für 50 Soldaten in Rosice.

## Die Jahre nach dem Ersten Weltkrieg
Kurz nach Kriegsende kehrte Paget nach Russland zurück, um ihre Arbeit fortzusetzen, und leitete 1920 eine Mission nach Lettland, wo sie Zugang zu kostenlosen Küchen, kostenloser medizinischer Hilfe und kostenloser Kleidung einrichtete. Sie weihte auch ein System von Wanderkliniken für die Menschen in abgelegenen Gebieten ein und errichtete ein neues Krankenhaus in Daugavpils. In den folgenden Jahren führte sie auf Wunsch von Königin Marie von Rumänien ähnliche Arbeiten in Estland, Litauen, Polen, der Tschechoslowakei und Rumänien durch. Sie und ihr Team aus britischen Krankenschwestern und Freiwilligen vermittelten der lokalen Bevölkerung die Bedeutung von Vorkehrungen, um den Ausbruch und die Ausbreitung von Krankheiten zu verhindern, und in einigen Fällen vermittelte sie Krankenschwestern aus diesen Ländern eine medizinische Ausbildung in Großbritannien.

## Displaced British Subjects in der UdSSR
Displaced British Subjects (oder DBSs) war eine relativ kleine Zahl britischer Einwohner in der Sowjetunion, die auch in russische Familien eingeheiratet hatten oder in Russland geboren und aufgewachsen waren und wenig oder kein Englisch sprachen. 1924 begann Paget mit ihrer letzten Rettungsaktion für diese britischen Gouvernanten, Krankenschwestern und ehemaligen Angestellten ehemaliger britischer Firmen. Die britische Regierung hatte einen kleinen Betrag in einen Fonds eingebracht, der diesen Expatriates in besonders dringenden Fällen helfen sollte, und ein ähnlich geringer Betrag war seit 1924 mit der gleichen Absicht aus Pagets Fonds bereitgestellt worden. Paget schickte zuerst Geld- und Lebensmittelpakete, aber 1930 reiste sie persönlich in Begleitung der Sozialarbeiterin Dorothea Daunt häufig nach Leningrad. Als Ergebnis ihrer Initiativen, zu denen die Gründung der Hilfsorganisation British Subjects in Russia Relief Association gehörte, wurde in Zarskoje Selo eine Datsche gebaut. Dieses kleine Landhaus sollte als Alters- und Erholungsheim für vertriebene britische Untertanen dienen. Zu einem ähnlichen Zweck war zuvor eine Wohnung in Leningrad erworben worden. Trotz der im Rakowski-Schauprozess gegen Paget erhobenen gefälschten Spionagevorwürfe gelang es ihr 1938, ihre Briten nach Estland zu evakuieren.

## Aktivitäten in Litauen

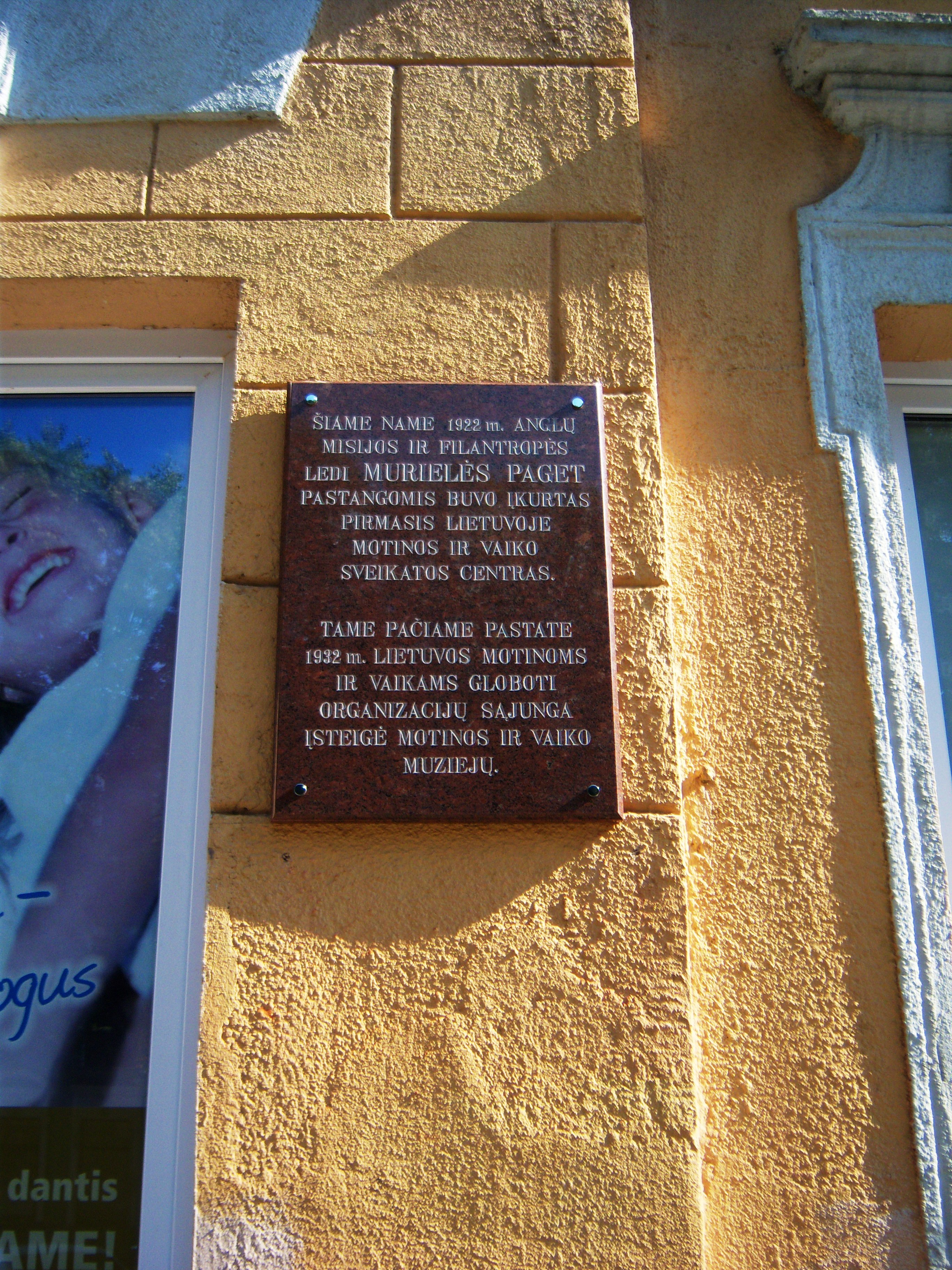
Gedenktafel in Kaunas zu Ehren von M. Paget

In Litauen war in der Zwischenkriegszeit die Kindersterblichkeit höher als in vielen anderen europäischen Ländern. Es mangelte vor allem an sozialer Betreuung und Paget und ihre Assistentinnen begannen hier mit der medizinischen Betreuung von Kindern von der Geburt bis zum sechsten Lebensjahr und von werdenden und stillenden Müttern. Die Litauische Rotkreuzgesellschaft stellte 1922 Räumlichkeiten für die englische Mission in Kaunas zur Verfügung. 1923 wurde die Betreuung von der Stadtverwaltung übernommen und nach Muriel Paget benannt. Gleichzeitig wurde die Milk Drop Society gegründet und das Paget Center wurde zu einer Kinderambulanz.
Paget kümmerte sich um die Aktivitäten des Zentrums und kommunizierte mit dem damaligen Präsidenten Kazys Grinius. 2013 wurde auf Initiative der Litauischen Ärztekammer in Kaunas eine Gedenktafel an dem Haus enthüllt, wo durch ihre Bemühungen ein Gesundheitszentrum eingerichtet worden war.
Paget starb im Alter von 61 Jahren an Krebs und wurde in Cranmore, Somerset, begraben. Ihr Haus von 1901 bis 1902, 10 Cornwall Terrace, Regent’s Park, London, wurde nach ihr Paget House genannt.

## Auszeichnungen und Ehrungen
- Sie erhielt Auszeichnungen in Anerkennung ihrer humanitären Arbeit von den Regierungen Belgiens, der Tschechoslowakei, Estlands, Japans, Lettlands, Litauens, Rumäniens und des Russischen Kaiserreichs.
- 1916: Dame of Grace (DStJ) des Order of Saint John
- 1918: Order of the British Empire, OBE
- 1929: Orden des litauischen Großfürsten Gediminas
- 1938: Order of the British Empire, CBE